# Kościół Niepokalanego Poczęcia Najświętszej Maryi Panny w Przewozie
Kościół pw. Niepokalanego Poczęcia Najświętszej Maryi Panny w Przewozie – rzymskokatolicki kościół parafialny w Przewozie, w gminie Przewóz, w powiecie żarskim, w województwie lubuskim. Należy do dekanatu Łęknica. Mieści się przy ulicy Krótkiej.

## Architektura
Do budowy kościoła użyto kamienia polnego i cegły spojonej zaprawą wapienną. Jest to świątynia o trzech nawach zamknięta pięciobocznym prezbiterium, z masywną wieżą, wybudowaną na planie czworoboku znajdującą się od północnej strony budowli. Świątynia została zbudowana w stylu gotyckim jednak ze względu na użyte materiały budowlane, nie jest to budowla lekka i smukła. Wręcz przeciwnie, jej sylwetka jest przysadzista i masywna. 
Wewnątrz świątyni mieści się obszerna zakrystia pokryta ostrołukowym sklepieniem. Do budowli wchodzi się przy elewacji zachodniej przez kruchtę otwartą na wnętrze ostrołukowym otworem, niestety częściowo zasłoniętym wybudowanym chórem, gdzie mieszczą się organy świątynne. Instrument, chociaż jest mały, ale posiada wspaniałą barwę dźwięków. Budowla posiada także kruchtę mieszczącą się obok wieży świątynnej.

## Historia
Pierwsza wzmianka o świątyni pojawia się w dokumencie papieża Klemensa V z 1311. Obecna świątynia została wybudowana w XV wieku. Podczas wojny trzydziestoletniej w 1631 roku świątynia uległa spaleniu. Po 48 latach odbudowano ją. Podobne klęski nawiedziły budowlę w 1597, 1612 i 1719.

## Wyposażenie
Ołtarz główny, ambona i chrzcielnica reprezentują styl barokowy. Witraże w prezbiterium pochodzą z początku XX wieku. Pozostałe witraże pochodzą z początku XXI wieku.